# Ludwig Schmahl
Hans Ludwig Schmahl (* 1943 in Schleswig) ist deutscher Verwaltungsjurist und Diakon. Seit 2009 ist er Professor am Fachbereich Verwaltungswesen der University of Applied Sciences Witelon in Legnica.

## Leben
Ludwig Schmahl absolvierte sein Abitur 1963 an der Domschule Schleswig. Sein Studium folgte von 1963 bis 1967 an der Juristischen Fakultät der Freien Universität Berlin. Seit 1965 ist er Mitglied der katholischen Studentenverbindung KDStV Borusso-Saxonia Berlin im CV.  Die Erste Juristische Staatsprüfung legte er 1967 beim Justizprüfungsamt Berlin ab und die Große Juristische Staatsprüfung 1971 beim Justizprüfungsamt in Hamburg. Anschließend wurde er an der Christian-Albrechts-Universität zu Kiel über das Thema „Das Adhäsionsverfahren im dänischen Recht“ promoviert.
1971 wurde Schmahl beim Innenministerium des Landes Schleswig-Holstein als Regierungsrat angestellt. Von August 1971 bis September 1973 war er in der Versorgungsverwaltung des Landes Schleswig-Holstein tätig und zwischenzeitlich stellvertretender Amtsleiter des Versorgungsamtes Schleswig.
Anschließend wurde er zur Stadt Itzehoe abgeordnet und vertrat von Oktober 1973 bis November 1975 den Bürgermeister in Weisungsangelegenheiten. Er war Leiter des Rechtsamts der Stadt, Ausbilder für Rechtsreferendare und Inspektoranwärter. Von Dezember 1975 bis September 1979 war er Leiter des Fachbereichs „Allgemeine Innere Verwaltung“ der Verwaltungsfachhochschule in Kiel.
Zum 1. Oktober 1979 wurde er zum Professor an der Fachhochschule des Bundes für öffentliche Verwaltung ernannt, 1994 an das Bundesministerium des Innern abgeordnet. Es folgten Lehraufträge am Europa-Institut Saarbrücken und an der Staatlichen Fachhochschule Legnica in Polen. Seit 2008 ist er Professor an der staatlichen Verwaltungsfachhochschule Witelon (Panstwowa Wyzsza Szkuola Zawodowa) in Legnica.
In den Jahren 1989 bis 1993 studierte Schmahl zudem Katholische Theologie am Erzbischöflichen Diakoneninstitut Köln. 1993 wurde er zum Diakon geweiht. Im März 2009 bestellte der Erzbischof von Köln ihn zum Richter am Offizialat.
2015 wurde Schmahl mit dem Goldenen Ehrenzeichen für Verdienste um die Woiwodschaft Niederschlesien ausgezeichnet.